# Nevis (Minnesota)
Nevis es una ciudad ubicada en el condado de Hubbard en el estado estadounidense de Minnesota. En el Censo de 2010 tenía una población de 390 habitantes y una densidad poblacional de 149,83 personas por km².

## Geografía
Nevis se encuentra ubicada en las coordenadas 46°57′53″N 94°50′35″O / 46.96472, -94.84306. Según la Oficina del Censo de los Estados Unidos, Nevis tiene una superficie total de 2.6 km², de la cual 2.41 km² corresponden a tierra firme y (7.56%) 0.2 km² es agua.

## Demografía
Según el censo de 2010, había 390 personas residiendo en Nevis. La densidad de población era de 149,83 hab./km². De los 390 habitantes, Nevis estaba compuesto por el 95.64% blancos, el 0.26% eran afroamericanos, el 1.03% eran amerindios, el 0% eran asiáticos, el 0% eran isleños del Pacífico, el 0% eran de otras razas y el 3.08% pertenecían a dos o más razas. Del total de la población el 0.51% eran hispanos o latinos de cualquier raza.